# تعشابوت (خملية)
تعشابوت هو دُوَّار يقع بجماعة الطاوس، إقليم الرشيدية، جهة درعة تافيلالت في المملكة المغربية. ينتمي الدوّار لمشيخة خملية التي تضم 7 دواوير. يقدر عدد سكانه بـ 105 نسمة حسب الإحصاء الرسمي للسكان والسكنى لسنة 2004.

## روابط خارجية
- البوابة الوطنية للجماعات الترابية نسخة محفوظة 12 مارس 2018 على موقع واي باك مشين.
- المندوبية السامية للتخطيط